# Знам'янська обласна бальнеологічна лікарня
Знам'янська обласна бальнеологічна лікарня (КП «Знам'янська обласна бальнеологічна лікарня» Кіровоградської обласної ради) — багатопрофільний лікувальний реабілітаційний заклад, розташований у місті Знам'янка Кіровоградської області, єдиний санаторій такого типу в центральній частині України.
КП "ЗОБЛ" КОР спеціалізується на лікуванні та профілактиці захворювань опорно-рухового апарату, серцево-судинної системи та нервової системи.
Санаторій Знам'янська бальнеологічна лікарня використовує радонові води як основний лікувальний фактор. Тут радон застосовується у вигляді:
- мінеральних радонових ванн
- контрастних ванн
- перлинно-вихрьової ванни
- водного витяжіння хребта (горизонтального та вертикального)
- гінекологічних зрошень

## Історія
У 1953 році в південно-східній частині міста Знам'янка під час пошуку водоносних родовищ для потреб залізниці було виявлено джерела мінеральної води. У 1961 році розпочато будівництво, а в 1968 році відбулося відкриття санаторію. Мінеральні води місцевих родовищ прісні, карбонатно-натрієво-кальцієвого типу. Мінералізація — 0,7 г/л, температура — +11º. Вода має бальнеологічну цінність як радонова.
Першою головною лікаркою закладу стала Ганна Василівна Шандра. За її ініціативи впроваджено проведення статистичних досліджень стану здоров'я хворих впродовж року до та після лікування в санаторії, достовірно доведено зменшення частоти звернень цих хворих за медичною допомогою. Ім’я Ганни Шандри занесене до «Золотої книги української Еліти — 2001 рік» та в енциклопедичний словник «Жінки України – 2001 рік».  Кандидатка медичних наук, кавалерка ордену Княгині Ольги ІІІ ступеня, Заслужена лікарка України. 
У 1982 році лікарня представлена на ВДНГ у Києві — за організацію прогресивних форм відновного лікування, впровадження нових методів фізіотерапевтичного лікування та підготовку кадрів. У 2003 природну територію Знам’янського родовища мінеральних радонових вод (Петрівська дільниця) та обласної бальнеологічної лікарні визнано курортною територією місцевого значення. У 2006 році відомості про санаторій включено у видання «Діловий імідж України. Партнерство та інтеграція у світову економічну співдружність», здравниці присвоєно срібну відзнаку кращого лікувального закладу року.
У 2016 та 2018 роках заклад посів перше місце серед санаторно-курортних комплексів України за результатами аналізу фінансово-економічних показників, був удостоєний звання «Лідер року» та отримав «Національний сертифікат» від оргкомітету «Національного бізнес-рейтингу».
У 2019 році колектив закладу отримав почесну відзнаку «Честь і Слава Кіровоградщини».

## Розташування й інфраструктура
Санаторій знаходиться в місцині, віддаленій від промислових об'єктів у Центральній частині України, географічній зоні з відносно вологим кліматом без різких температурних коливань. Це запобігає виникненню метеотропних реакцій, і робить лікування більш ефективним. Повітря насичене фітонцидами та ефірними сполуками, на території створена паркова зона. Корпуси та харчоблок з'єднані теплими переходами. 
Комплекс будівель включає спальний та лікувально-діагностичний корпуси, їдальню, клуб з бібліотекою, танцювальний зал.
Кількість номерів для проживання складає 118, кількість місць — 197.
У закладі надається 3-разове харчування.
Спальний корпус оснащений двома ліфтами, має однокімнатні та двокімнатні номери для розміщення в номері однієї або двох осіб. Категорії — «Стандарт», «Стандарт покращений», «Напівлюкс». У всіх номерах є душ, туалет, телевізор, холодильник, доступ до Wi-Fi. Номери категорії «Напівлюкс» оснащені кондиціонерами.

## Лікування
Санаторій надає послуги з лікування та реабілітації за наступних показань:
- травми та захворювання опорно-рухового апарату: артрити ревматичного, обмінного, інфекційного, травматичного походження; переломи із загальмованим зростанням та наслідки переломів - тугорухливість суглобів, контрактура; остеомієліт, остити, періостити, міозит, тендовагініт, бурсит; хвороби хребта - остеохондроз, хвороба Бехтерєва, травми хребта та їхні наслідки;
- серцево-судинні патології: кардіосклероз, церебральний атеросклероз, ішемічна хвороба серця, ревматичний порок мітрального клапана, гіпертонічна хвороба І, ІІ ст., ендартеріїт, флебіт, тромбофлебіт;
- захворювання нервової системи: енцефаліт, арахноїдит, неврозоподібні стани; радикуліт, полірадикулоневрит, плексит, нейроміозит, трунціт, склерити, вірусні нейроінфекції, вібраційна хвороба;
- гінекологічні захворювання: запального характеру, безпліддя, гормональні та клімактеричні розлади (навіть при наявності фіброми матки), ендометріоз;
- захворювання шлунково-кишкового тракту: хронічні гастрити, виразка шлунку та 12-палої кишки, хронічні коліти, хронічні захворювання печінки та жовчних шляхів;
- захворювання шкіри: псоріаз, нейродерміт, алергічний дерматит, хронічні екземи, склеродермія; опіки, навіть у період неповного загоєння шкіри з пов'язками та їхні наслідки;
- патології, викликані порушеннями обміну речовин та захворювання ендокринної системи: цукровий діабет легкого та середнього ступенів важкості, компенсований, без ускладнень; захворювання щитоподібної залози, подагра, ожиріння та ін.

Також пропонуються комплексні програми відновлення:
- нейрореабілітація у підгострий період інсультів (зокрема після операцій на судинах мозку), підгострий період черепно-мозкових травм;
- м'язово-скелетна реабілітація, показами для застосування якої можуть бути дегенеративні захворювання суглобів, наслідки переломів кінцівок або оперативні втручання на суглобах.
- реабілітація після COVID, пневмонії

Лікувальні процедури та послуги, що надаються: радонові, перлинні, хвойні, морські, двокамерні контрастні та чотирикамерні гальванічні ванни; підводний душ-масаж, безконтактний гідромасаж; підводне витягування та комп'ютерна тракція хребта; різноманітні лікувальні душі; механотерапія та механомасаж; озонотерапія; синглетно-киснева терапія; плазмотерапія; лазеротерапія; магнітотерапія; газові ін'єкції, карбокситерапія; світлотерапія (Біоптрон); біорегулятор, лімфатичний дренаж (Лімфостім); соляна кімната (галотерапія), лікування грязями озера Сиваш, ароматерапія, фітотерапія, інгаляції з використанням різноманітних ліків та бальзамів, гірудотерапія (лікування п'явками) та ін.
У здравниці працюють досвідченні лікарі — терапевти, невропатолог, ортопед-травматолог, фізичний терапевт, фізіотерапевт, гінеколог, лікар-лаборант та кваліфіковані медичні сестри. Заклад має власну клінічну лабораторію.
За час існування санаторію неодноразово проводилися науково-статистичні дослідження, на основі яких простежується медична, економічна та соціальна ефективність лікування пацієнтів з різними патологіями: 85–95% хворих виписується з лікарні зі значним поліпшенням стану здоров'я, нормалізацією порушених функцій та відновленням працездатності; протягом року після лікування у 3–4 рази знижується частота звернень за медичною допомогою та виходів на лікарняний.

## Санаторій під час російсько-української війни
З початком повномасштабної російської агресії проти України лікарня приймала вимушених переселенців з постраждалих від бойових дій регіонів. Так, станом на 11 березня 2022 року в закладі перебувало 227 біженців із Харкова, Донецької, Луганської, Сумської та Миколаївської областей, з них 36 – діти. Проживання та харчування для них надавалося безкоштовно. За даними в.о. директора санаторію Юрія Вісяникова, всього було надано тимчасовий притулок більше 1100 вимушених переселенців.
У квітні 2023 року здравниця відновила повноцінну роботу, на лікування приїхали перші пацієнти, лікарня залучила інвестиції Регіонального фонду підтримки підприємництва на придбання нового обладнання та стала п‘ятим закладом в Україні, який надає послугу сухого зонального гідромасажу. В лютому 2023-го санаторій отримав від UNICEF генератор потужністю майже 200 кВт для забезпечення резервного живлення на випадок блекауту.
У 2024 році санаторій продовжив роботу на повну потужність і за рік тут було проліковано понад 4000 пацієнтів.

## Безкоштовна реабілітація ветеранів в 2025 році
КП "Знам'янська обласна бальнеологічна лікарня" КОР запрошує ветеранів – жителів Кіровоградщини, звільнених з військової служби під час воєнного стану на підставі висновку військово-лікарської комісії про непридатність до військової служби з виключенням з військового обліку, пройти в 2025 році курс реабілітації в КП “ЗОБЛ” КОР безкоштовно.
До програми реабілітації ветеранів в КП “ЗОБЛ” КОР входять наступні лікувальні процедури:
- мінеральні радонові ванни;
- лікувальний ручний масаж;
- озокеритотерапія та грязелікування;
- апаратна фізіотерапія;
- фізична реабілітація;
- “сухі” вуглекислі ванни;
- фітотерапія та ароматерапія;
- сиглентно-киснева терапія.

На базі КП “ЗОБЛ” КОР функціонує Центр психологічного здоров’я та реабілітації. Психологічна реабілітація ветеранів включає в себе роботу з психологом та різноманітні засоби для релаксації. Зокрема, кабінет релаксуючого механомасажу (масажні крісла) та кабінет емоційного розвантаження.
Курс реабілітації – 14 днів.
Щоб скористатися можливістю пройти безкоштовну реабілітацію в Знам'янській бальнеологічній лікарні в 2025 році, ветерани (жителі Кіровоградщини, звільнені з військової служби за станом здоров’я) мають особисто звернутися до структурних підрозділів з питань ветеранської політики районних військових адміністрацій Кіровоградської області або до виконавчих органів міських, селищних, сільських рад за задекларованим/зареєстрованим місцем проживання (перебування) та подати письмову заяву (довільної форми).
В 2024-му році безкоштовну реабілітацію в КП "ЗОБЛ" КОР пройшло 210 ветеранів.